# La Reina (El Salvador)
La Reina es un distrito del municipio de Chalatenango Centro del departamento de Chalatenango, El Salvador. Tiene una población estimada de 7 583 habitantes según el censo de 2024.
| Censo | Población | Cambio | Porcentaje |
| ----- | --------- | ------ | ---------- |
| 2007  | 9 525     | N/D    | N/D        |
| 2024  | 7 583     | -1 942 | -20.4%     |

## Historia
A inicios del siglo XIX existía la hacienda Tilapán, lugar donde creció un poblado de nombre "Valle de la Reina". Recibió ese apelativo en honor de su primera residente, una guatemalteca de nombre María Reina. Esta mujer se distinguía por sus virtudes filantrópicas y laboriosidad, además administraba una próspera tienda y erigió una ermita bajo la advocación de San Isidro. 
Durante la presidencia de José María San Martín, por decreto legislativo del 22 de febrero de 1855, por solicitación de sus habitantes, el Valle de la Reina se erigió en Pueblo bajo la denominación de Pueblo de la Reina. Para 1890 tenía 2.180 habitantes. La Reina adquirió el título de villa en 1930.

## Información general
El distrito cubre un área de 133,50 km² y la cabecera tiene una altitud de 410 m s. n. m. El topónimo Tilapán es de origen náhuat y significa "Río de fuego". Las fiestas patronales se celebran en el mes de febrero en honor a la Reina de los Ángeles.